# Вооружённые силы Никарагуа

## История
Создание собственных вооружённых сил началось с момента провозглашения независимости страны в 1838 году.
В 1862 году Коста-Рика (опасаясь усиления Сальвадора) для укрепления антисальвадорской коалиции передала никарагуанской армии 1000 ружей с патронами и предоставила никарагуанскому президенту Мартинесу беспроцентный заем на сумму 250 тыс. песо.
В 1893 году началась война между Никарагуа и Гондурасом, в результате которой в 1895 году Никарагуа объединилась с Гондурасом и Сальвадором в одно федеративное государство, но в 1898 году федерация распалась, и Никарагуа снова стала самостоятельной республикой.
В 1890-е годы президент Хосе Сантос Селайя предпринял попытку провести военную реформу и создать профессиональную армию численностью в две тысячи человек, однако столкнулся с нехваткой средств — в результате, в начале 1909 года армия Никарагуа насчитывала около 500 человек.
В 1909 году в стране начались военные столкновения между сторонниками консервативной и либеральной партий, которые постепенно перешли в гражданскую войну. В этот период в стране одновременно действовали несколько военизированных формирований. Кроме того, в период с 1912 до 1925 года и с 1926 по 1933 год Никарагуа была оккупирована силами американской морской пехоты.

### 1923—1979 годы
В 1923 году на Вашингтонской конференции правительствами стран Центральной Америки были подписаны «Договор о мире и дружбе» с США и «Конвенция о сокращении вооружений», в соответствии с конвенцией максимальный размер армии Никарагуа был установлен в 2,5 тыс. человек, а для подготовки её личного состава было разрешено использовать иностранных военных советников.
17 февраля 1925 года госдепартамент США передал правительству Никарагуа детальный план создания Национальной гвардии, которая должна была «действовать в качестве военной полиции» и «заменить национальную полицию, армию и флот». В мае 1925 года план был принят конгрессом Никарагуа, а 10 июня 1925 года майор США Кальвин Картрен приступил к обучению первых подразделений национальных гвардейцев. 19 мая 1926 года состоялось их «боевое крещение» — в бою при Раме они разгромили отряд сторонников либеральной партии.
Формирование в 1925—1933 годы Национальной гвардии (которая выполняла в стране функции армии, жандармерии и пограничной охраны) проходило при прямом участии США. Первоначально, в середине 1930-х годов численность Национальной гвардии составляла около 3 тысяч человек; комплектование подразделений личным составом производилось на контрактной основе, офицерский состав проходил подготовку в военно-учебных заведениях США и Бразилии.
После 1933 года в стране усиливается влияние европейского фашизма, 27 июня 1936 года Никарагуа вышла из Лиги Наций.
Тем не менее, тесное военное сотрудничество с США продолжалось и даже усилилось в ходе Второй мировой войны (во время которой некоторое количество вооружения было передано из США в Никарагуа по программе ленд-лиза) и после подписания в 1947 году в Рио-де-Жанейро Межамериканского договора о взаимной помощи.
В феврале 1954 года между правительством Никарагуа и США было заключено соглашение о военной помощи, в соответствии с которым Никарагуа получила значительное количество техники из США, оружия и военного снаряжения, для подготовки личного состава никарагуанской армии в страну прибыли 54 офицера и 700 солдат армии США.
В декабре 1963 года Никарагуа вошла в состав Центральноамериканского совета обороны.
В период с 1970 по 1978 годы объём прямой военной помощи США (подготовка военных кадров и поставки вооружения) составил 31,2 млн долларов, на американской военной базе Форт-Гулик прошли обучение 5 тысяч военнослужащих.
Некоторое количество вооружения (в основном, американского производства) было приобретено в других странах: в частности, на Филиппинах — 10 танков M4A3E8 «шерман»; в Израиле — 45 бронеавтомобилей М6 «Staghound», 120-мм миномёты Soltam M-65, автоматы Galil и пистолет-пулемёты UZI.
По состоянию на 1972 год, общая численность вооружённых сил Никарагуа составляла 6,5 тыс. чел.
В 1975-1977 годы общая численность вооружённых сил Никарагуа составляла 7,1 тыс. чел.:
- сухопутные войска насчитывали 5,4 тыс. чел. в составе 1 пехотного батальона и 16 отдельных пехотных рот, 1 инженерного батальона, 1 артиллерийской батареи и 1 зенитной батареи ПВО[13];
- военно-воздушные силы насчитывали 1500 чел. и 18 боевых самолётов[13];
- военно-морские силы состояли из 200 чел. береговой охраны и 9 патрульных катеров[13].

В 1978 году США предоставили Никарагуа кредит на приобретение вооружения в размере 2,5 млн. долларов и кредит на обучение военнослужащих в размере 0,6 млн. долларов.
По состоянию на начало июля 1979 года, общая численность правительственных войск составляла 12 тыс. человек.

### 1980—1989 годы
После победы сандинистской революции в июле 1979 года, в Никарагуа были созданы новые вооружённые силы — «Сандинистская Народная Армия». В 1980 году был принят закон о военной службе по призыву (отменённый в 1990 году).
Подготовка командного и личного состава новой армии проходила при участии кубинских и советских военных советников, на её вооружение поступило советское оружие и авиатехника.

## Военная реформа
В марте 1990 года была начата военная реформа, в результате которой к 1993 году численность армии была уменьшена до 15,3 тыс. солдат и офицеров. В 1995 году вооружённые силы получили новое название: «Национальная армия Никарагуа».
В первые послевоенные годы обстановка в стране была сложной. Поскольку в северных районах вдоль границы с Гондурасом для восстановления хозяйственной деятельности было необходимо выполнить разминирование местности от минно-взрывных устройств и неразорвавшихся боеприпасов, военнослужащие и техника никарагуанской армии оказывают помощь населению в уничтожении обнаруженных взрывоопасных предметов, а также ежегодно участвуют в сборе и транспортировке урожая кофе (так, осенью 2021 года военное командование выделило для этих целей 300 военнослужащих, автомашины и собак-миноискателей).
В 1998 году была открыта пехотная школа (ENABI), в которой наиболее перспективные солдаты-новобранцы проходят трехмесячную программу военного обучения. 
По состоянию на 2002 год, общая численность вооружённых сил составляла около 14 тыс. человек.
- сухопутные войска насчитывали около 12 тыс. военнослужащих, 127 танков (Т-55 и ПТ-76) и 20 БРДМ-2;
- военно-воздушные силы насчитывали около 1200 военнослужащих и имели на боевом дежурстве 15 боевых вертолётов[19];
- военно-морские силы насчитывали около 800 человек и пять патрульных катеров.

В 2003 году США предложили правительству Никарагуа уничтожить все имеющиеся ПЗРК (в это время на вооружении и на хранении у Никарагуа имелось 2100 ПЗРК "Стрела" советского производства, полученных в 1980-е годы из СССР), "поскольку есть вероятность, что они могут попасть к террористам". В 2004 году президент Никарагуа Энрике Баланьос сообщил, что США намерены предоставить Никарагуа помощь в размере 40 млн. долларов США после того, как ПЗРК будут уничтожены и приказал уничтожить запасы ПЗРК, однако в 2005 году, после того, как половина запасов ПЗРК была уничтожена, министерство обороны Никарагуа сообщило, что намерено сохранить на вооружении 400 ПЗРК (20% от количества, имевшегося в 2003 году). После этого США отменили ранее объявленное решение о предоставлении Никарагуа помощи в размере 2,3 млн. долларов США и начали оказывать давление на правительство Никарагуа с целью заставить полностью уничтожить все оставшиеся запасы ПЗРК.
3 декабря 2008 года Никарагуа подписала конвенцию о отказе использования кассетных боеприпасов (вступившую в действие с 1 августа 2010 года).
В 2011 году в Чехии закупили 150 шт. пистолет-пулемётов Šcorpion vz. 61. 22 июня 2011 года стало известно, что в составе военно-морских сил было начато создание батальона численностью 300 военнослужащих, основной задачей которого должна была стать борьба с контрабандой и провозом наркотиков через территориальные воды Никарагуа.
В 2012 году из России было получено 5 инженерных машин и началось строительство завода по расснаряжению боеприпасов с истекшими сроками хранения, который был передан Никарагуа в апреле 2013 года. После пуска предприятия из старых боеприпасов будут получать промышленную взрывчатку, а пустые снаряды и гильзы станут дополнительным источником цветных металлов. Также, в апреле 2013 года в Никарагуа был открыт учебный центр подготовки специалистов сухопутных войск им. Г. К. Жукова.
В июле 2021 года по программе военной помощи Россия передала вооруженным силам Никарагуа вертолёт Ми-8МТВ-1 и 15 внедорожников УАЗ Пикап, а Тайвань - 33 единицы автомобильной техники (две машины "скорой помощи", квадроциклы и мотоциклы) и снаряжение (средства связи, спасательные жилеты и др.).
14 марта 2024 года США ввели запрет на оказание военной помощи, а также продажу и поставки оружия и продукции военного назначения в Никарагуа или для Никарагуа.

## Современное состояние
По состоянию на начало 2022 года, общая численность вооружённых сил составляла около 12 тыс. чел.
- сухопутные войска насчитывали около 10 тыс. военнослужащих (три региональных командования, одна лёгкая механизированная бригада, два отдельных пехотных батальона, транспортный полк, инженерный батальон и медицинский батальон), на вооружении находились 82 танка (62 шт. Т-54/55 и 20 шт. Т-72Б1); 17 БМП-1; 20 БРДМ-2; 90 бронетранспортёров (4 шт. БТР-70М, 45 шт. БТР-60 и 41 БТР-152); 766 орудий полевой артиллерии; 151 РСЗО (18 шт. 122-мм БМ-21 «Град», 100 шт. «Град-П» и 33 шт. 107-мм «тип 63»); 603 миномёта (24 шт. 120-мм обр. 1943 года и 579 шт. 82-мм миномётов)[29].
- военно-воздушные силы насчитывали 1,2 тыс. военнослужащих, 9 транспортных самолётов (три самолёта Ан-26; один Beechcraft 90; два PA-28 и три легкомоторных «сессна»), два учебно-тренировочных PA-18 и 9 транспортных вертолётов (семь Ми-17 и два Ми-171Е)[29].
- военно-морские силы насчитывали 800 человек и 12 патрульных катеров[29].